# James Eastland
James Eastland (Doddsville, 1904. november 28. – Doddsville, 1986. február 19.) az Amerikai Egyesült Államok szenátora (Mississippi, 1941 és 1943–1979).